# Peter van Inwagen

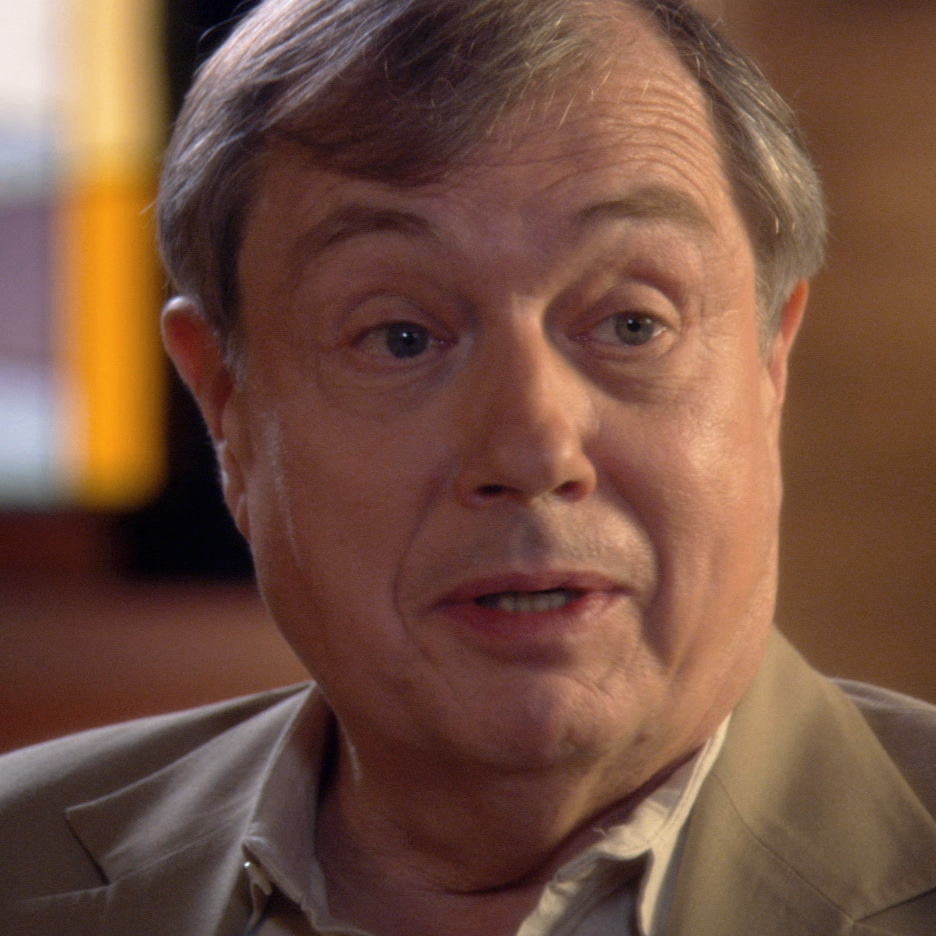
Peter van Inwagen

Peter van Inwagen (* 21. September 1942 in den USA) ist ein US-amerikanischer Philosoph.

## Leben
Peter van Inwagen promovierte 1969 an der University of Rochester bei Richard Taylor. 1971 wurde er Professor für Philosophie an der Syracuse University in New York. 1995 wechselte er zur University of Notre Dame, Indiana, wo er seither den John-Kardinal-O’Hara-Lehrstuhl innehat.
Van Inwagen beschäftigt sich mit Metaphysik, Religionsphilosophie und Handlungstheorie. In der Debatte um den freien Willen vertritt er eine libertarische Position. Er wird gemeinhin der analytischen Philosophie zugerechnet.
2005 wurde er in die American Academy of Arts and Sciences aufgenommen.

## Werke

### Monographien
- An Essay on Free Will, Oxford University Press 1983, ISBN 978-0-19-824924-5
- Material Beings, 1990
- Metaphysics. Cornell Univ. Press, Oxford [u. a.]: 1993. - XIII, 222 S. - ISBN 0-19-875140-0. - (Dimensions of philosophy series)
- God, Knowledge and Mystery: Essays in Philosophical Theology, 1995
- The Possibility of Resurrection and Other Essays in Christian Apologetics, 1997
- Ontology, Identity, and Modality, Cambridge 2001
- The Problem of Evil, 2006
- Existence. Essays in Ontology, Cambridge 2014
- Thinking about Free Will, Cambridge 2017

### Als Herausgeber
- Christian Faith and the Problem of Evil, 2004
- Time and Cause. Essays Presented to Richard Taylor, 2010